# Estructura social cognitiva
Una estructura social cognitiva es una estrategia metodológica de investigación en ciencias sociales para la recolección de datos a partir de cómo los individuos perciben la propia estructura social a la que pertenecen, sea esta una organización, un grupo de amigos, una empresa, etc. Es parte de la investigación en redes sociales y utiliza el análisis de redes sociales para entender cómo diversos factores pueden afectar la representación cognitiva de los individuos de la red, y de cómo estos perciben sus conexiones dentro de ella. Es importante destacar que la percepción de los individuos en una red puede diferir de la realidad. Estas diferencias entre la red real y la red percibida son foco de muchos estudios acerca de las percepciones sobre otros y sus relaciones.
Como método de recolección de datos, se trata de un cuestionario sociométrico en que se le pregunta al informante acerca de sus percepciones sobre los lazos interpersonales con otros actores.